# Hanns Hoffer

Hanns Hoffer (ca. 1885)

Hanns Hoffer, auch Johann Hoffer oder Hans Hoffer (* 12. April 1823 in Langenlois, Kaisertum Österreich als Johann Nepomuk Hofer; † 21. April 1891 in Wien, Österreich-Ungarn), war ein österreichischer Turner und Hochschullehrer. Er gilt als Vorkämpfer des Schulturnens in Österreich.

## Leben
Hanns Hoffer wurde am 12. April 1823 als Sohn des Syndikus Franz Hofer und dessen Ehefrau Elisabeth (geborene Nußer) in der niederösterreichischen Ortschaft Langenlois geboren und am selben Tag auf den Namen Johann Nepomuk getauft. Seine Großeltern mütterlicherseits waren der Kupferschmiedemeister Georg Nußer in Krems und dessen Ehefrau Anna Maria (geborene Springer).
Nach seinem Pflichtschulabschluss studierte er an der Universität Wien 1843 bis 1846 Rechtswissenschaft und danach von 1847 bis 1854 Medizin. Nach seinem dortigen Abschluss widmete er sich ganz dem Turnen, das er von Rudolf von Stephani, dem Halbbruder von Albert von Stephani, näher gebracht bekam. In weiterer Folge trat er als Hilfs-Turnlehrer an der Privatturnanstalt von Rudolf von Stephani in Erscheinung und lehrte danach Leibeserziehung am Waisenhaus und an der Turnanstalt der Universität Wien. Nach einem kurzen Intermezzo als stellvertretender Universitätsturnlehrer an der Theresianischen Militärakademie in der Burg in Wiener Neustadt im Jahre 1856, war er dort bis zu seinem Tod im Jahre 1891 für die körperliche Erziehung verantwortlich.
Nachdem G. Stegmeyer, der davor bereits in Prag als Turn- und Gymnastiklehrer in Erscheinung trat, im Jahre 1871 pensioniert wurde, erfolgte seine Berufung zum Universitätsturnlehrer und 1887 zum Direktor der k. k. Universitätsturnanstalt in Wien. Außerdem übernahm er die Oberleitung des zweijährigen Turnlehrerbildungskurses für das Lehramt an Mittelschulen und Lehrerbildungsanstalten (später Institut für Leibeserziehung an der Universität) und war in der bereits 1870 gegründeten Prüfungskommission für das Lehramt des Turnens in Wien (ebenfalls für Mittelschulen und Lehrerbildungsanstalten). Die Stadt Wien hatte 1871 auf Anregung des Ersten Wiener Turnvereins beschlossen, das Turnen an allen kommunalen Schulen einzuführen und dem genannten Vereine zwanzig Volksschullehrer zur Ausbildung im Turnen übergeben. Den entsprechenden Kurs leitete Hoffer.
Als führende Person hatte Hoffer großen Einfluss in Turnvereinskreisen, wobei er hier vor allem als Oberturnwart und Vertreter des Ersten Wiener Turnvereins in Erscheinung trat. Parallel zu seiner Hochschultätigkeit leitete er in den 1860er Jahren mehrere Turnkurse (dabei vor allem für Pflichtschullehrer) für Wien und das Land Niederösterreich. 1887 zum Direktor der k. k. Universitätsturnanstalt Theresianum und des Turnlehrerbildungskurses. Außerdem wurde er Mitglied der Prüfungskommission für das Lehramt des Turnens an Mittelschulen und an Lehrerbildungsanstalten in Österreich-Ungarn und Gründer und Vorsitzender des österreichischen Turnlehrer-Vereins.
Hanns Hoffer gilt als der erste in Österreich geborene Fachleibeserzieher und galt als von Stephanis „scharfsinnigster und tätigster Schüler“, wobei er nach Adolf Spieß zum bedeutendsten Vertreter des deutschen Schulturnens im damaligen Österreich wurde.
Zeitlebens wurden ihm zahlreiche öffentliche Ehrungen zuteil, wobei wohl die herausragendsten die für einen Turnlehrer seltene Verleihung des Professorentitels im Jahre 1877 oder die Verleihung des Direktorentitels im Jahre 1886 war. Hoffer starb an einer Nierenentzündung zehn Tage nach seinem 68. Geburtstag und wurde am 23. April 1891 auf dem Wiener Zentralfriedhof beigesetzt.

## Auszeichnungen
- Ritter des königlich-spanischen Isabellen-Ordens[6]
- 1877 Verleihung des Professor-Titels[7]

## Schriften (Auswahl)
- Bericht. In: J. C. Lion (Hrsg.): Statistik des Schulturnens in Deutschland. 1869.
- Unterricht im Turnen. Bericht. In: Bericht des oesterreichischen Unterrichtswesens aus Anlass der Weltausstellung 1873. II. Teil, Wien 1873, S. 138–145.
- An die geehrte Redaktion in Sachen des leidenen Turnlehrers Herrn Böhm. In: Oesterreichische Turn-Zeitung. Wien 1878, S. 85.
- Das Turnen im Allgemeinen und der Turnunterricht in der k. k. Theresianischen Akademie. In: Jahresbericht des Gymnasiums der k. k. Theresianischen Akademie. Wien 1879.
- Professor Richard Kümmel. In: Monatsschrift für das Turnwesen. Berlin 1888, S. 232–235.